# Bisazza
Bisazza è un marchio italiano di design e produttore di mosaico di vetro per la decorazione di interni ed esterni di alto lusso.

## Storia
Renato Bisazza (1925-2012), padre di Piero e Rossella, rispettivamente Presidente e Direttore della comunicazione, fonda nel 1956 ad Alte di Montecchio Maggiore l'azienda sotto il nome Vetricolor, nome del primo prodotto che caratterizza le iconiche tessere di mosaico in vetro. La denominazione diviene quella attuale nel 1989.
L'azienda ha diverse filiali in tutto il mondo: in Europa a Milano, Berlino, Londra, Parigi e Barcellona, negli Stati Uniti a Los Angeles, New York e Miami, oltre ad alcuni showroom in Russia, India, Australia e nelle Filippine.

## Designer e collaboratori
Hanno collaborato o collaborano attualmente con l'azienda designer tra i quali: Toord Bontje, i fratelli Campana, Sandro Chia, Aldo Cibic, Carlo Dal Bianco, Tom Dixon, Barnaba Fornasetti, Stefano Giovannoni, Tricia Guild, Isao Hosoe, India Mahdavi, Jürgen Hermann Mayer, Alessandro Mendini, Greg Natale, Paola Navone, Fabio Novembre, Emilio Pucci, Andrée Putman, David Rockwell, Patricia Urquiola e Marcel Wanders.

## Prodotti e progetti

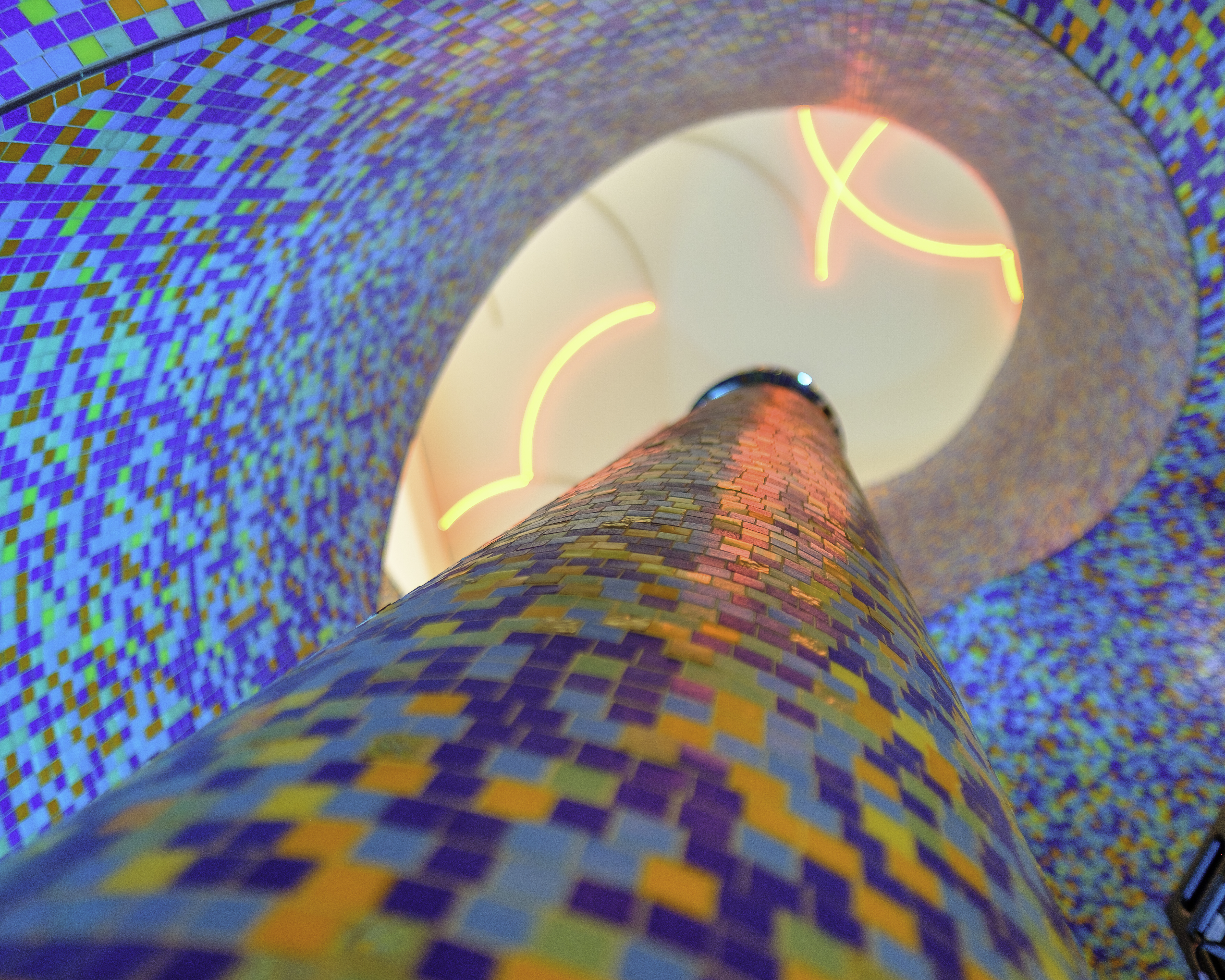
Groninger Museum

- Interni del New Museum of Contemporary Art - New York. Ryūe Nishizawa e Kazuyo Sejima
- Interni della Stazione di Sankt Moritz - Sankt Moritz
- Interni del Groninger Museum - 1994, Gorninga. Alessandro Mendini
- Esterni del Palazzo Galmanini Portaluppi - 1956, Viale Beatrice d’Este 23, Milano
- Poltrona Monumentale Proust - 2005, Montecchio Maggiore. Alessandro Mendini
- Interni della Stazione Toledo a Napoli - 2012, Napoli. Óscar Tusquets
- Interni de La Seine Musicale - Boulogne-Billancourt

## La Fondazione Bisazza
All'interno della sede principale ad Alte Ceccato, dove inizialmente era collocata la fabbrica, è ora ospitata la Fondazione Bisazza, un'area museale, su progetto dell’architetto e designer Carlo Dal Bianco, dedicata ad esposizioni temporanee e retrospettive legate all’architettura, al design e alla fotografia. Vi è inoltre una collezione permanente che ospita opere scultoree e di design industriale tra cui una versione scultorea della Poltrona Monumentale Proust, di Alessandro Mendini, alcune opere di Richard Meier, Fabio Novembre, Arik Levy, Aldo Cibic, Emilio Pucci, Domenico Paladino, John Pawson, Sandro Chia, Nobuyoshi Araki, Ettore Sottsass, Marcel Wanders e Patricia Urquiola.
È presente anche una collezione dedicata alla fotografia di architettura, con scatti di Berenice Abbott, Candida Höfer, Eugène Atget, Gabriele Basilico, Hiroshi Sugimoto, Julius Shulman e Roland Fischer.